# Слейкенбург
Слейкенбург (нід. Slijkenburg) — село в нідерландській провінції Фрисландія. Входить до муніципалітету Вестстеллінгверф.
Його площа становить 10,05км², а населення станом на 2021 рік складало 235 осіб.
Перша згадка про населений пункт датується 1398 роком.